# Улица Чистякова (Пушкин)

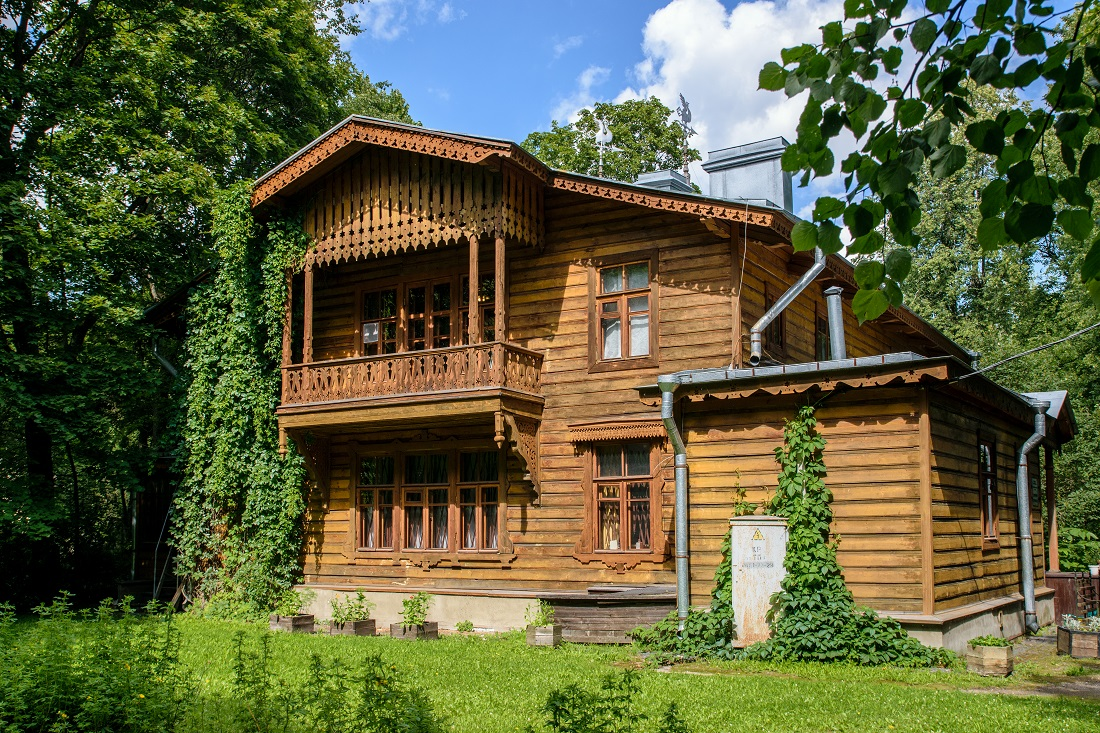
Дом-музей П. П. Чистякова

Улица Чистяко́ва — улица в городе Пушкине (Пушкинский район Санкт-Петербурга). Проходит от Московского шоссе до Жуковско-Волынской и Железнодорожной улицы.
Первоначально называлась Ожаровской улицей. Топоним известен в Царском Селе с 1911 года и дан в честь графа Ф. П. Ожаровского, главноуправляющего Царскосельского дворцового правления в 1811—1817 годах, основателя Фридентальской колонии, на территории которой проходит улица.
16 октября 1978 года переименована в честь русского художника П. П. Чистякова, жившего поблизости (на Московском шоссе, 23; сейчас это дом-музей).
В 2010 году был построен самый крупный дом на улице Чистякова — жилой на углу с улицей Глинки (улица Глинки, 16/8).

## Перекрёстки
- Московское шоссе
- улица Глинки
- Жуковско-Волынская улица / Железнодорожная улица